# 2e législature de la Colombie-Britannique

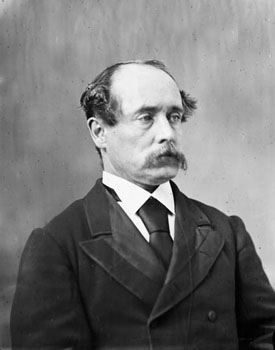
George Anthony Walkem, premier ministre (1874-1876)

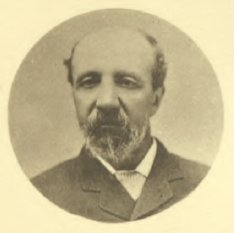
Andrew Charles Elliott, premier ministre (1876-1878)

La 2e législature de la Colombie-Britannique a siégé de 1876 à 1878. Ses membres sont élus lors de l'élection générale de 1875 (en). Le gouvernement de George Anthony Walkem est défait par une motion de censure le 25 janvier 1876 et Andrew Charles Elliott est appelé à appelé a former le gouvernement. Le 29 mars 1878, un projet de loi afin de redistribuer les sièges de l'Assemblée est défait et l'assemblée est dissoute le 12 avril 1878,.
James Trimble est président de l'Assemblée pendant la durée de la législature.
Il y a eu trois sessions durant la 2e législature.
| Session | Début           | Fin           |
| ------- | --------------- | ------------- |
| 1re     | 10 janvier 1876 | 19 mai 1877   |
| 2e      | 21 février 1877 | 18 avril 1877 |
| 3e      | 7 février 1878  | 10 avril 1878 |

## Membre de la 2elégislature
| Député                        | Circonscription      | Parti                    |
| ----------------------------- | -------------------- | ------------------------ |
| George Anthony Boomer Walken  | Cariboo              | Gouvernement             |
| Alexander Edmund Batson Davie | Cariboo              | Indépendant Opposition   |
| John Evans                    | Cariboo              | Indépendant Opposition   |
| John Ash                      | Comox                | Gouvernement             |
| William Smithe                | Cowichan             | Réformiste               |
| Edwin Pimbury                 | Cowichan             | Réformiste               |
| William Fisher                | Esquimalt            | Indépendant              |
| Frederick W. Williams         | Esquimalt            | Réformiste               |
| Charles Gallagher             | Kootenay             | Réformiste               |
| Arthur Wellesley Vowell       | Kootenay             | Réformiste               |
| William M. Brown              | Lillooet             | Réformiste               |
| William Morrison              | Lillooet             | Réformiste               |
| John Bryden                   | Nanaimo              | Réformiste               |
| William James Armstrong       | New Westminster      | Gouvernement             |
| Ebenezer Brown                | New Westminster      | Indépendant Gouvernement |
| Robert Dickinson              | New Westminster City | Indépendant Gouvernement |
| Thomas Basil Humphreys        | Victoria District    | Réformiste               |
| William Fraser Tolmie         | Victoria District    | Réformiste               |
| Robert Beaven                 | Victoria City        | Gouvernement             |
| James W. Douglas              | Victoria City        | Indépendant?             |
| Andrew Charles Elliott        | Victoria City        | Opposition               |
| James Trimble                 | Victoria City        | Indépendant Gouvernement |
| John Andrew Mara              | Yale                 | Réformiste               |
| Robert Smith                  | Yale                 | Indépendant Gouvernement |
| Forbes George Vernon          | Yale                 | Réformiste               |

Notes:
1. ↑  Candidat pro-gouvernement supporté par l'administration Walkem
2. 1 2 3  Opposé à l'administration Walkem
3. ↑  Indépendant candidate identified as supporting the Walkem administration

## Élections partielles
Durant cette période, une élection partielle était requise à la suite de la nomination d'un député au cabinet.
- Thomas Basil Humphreys, ministre des Finances et de l'Agriculture[6], réélu le 15 février 1876
- Andrew Charles Elliott, premier ministre[1], réélu le 22 février 1876
- Forbes George Vernon, commissaire aux Terres et Travaux (Commissioner of Lands and Works)[7], réélu le 11 mars 1876
- William Smithe, ministre des Finances et de l'Agriculture[8], réélu le 14 août 1876
- Alexander Edmund Batson Davie, secrétaire provincial[9], défait par George Cowan le 20 juin 1877

D'autres élections partielles ont été tenues pour diverses autres raisons:
| Circonscription | Député élu                     | Élection         | Motif                                              |
| --------------- | ------------------------------ | ---------------- | -------------------------------------------------- |
| Kootenay        | William Cosgrove Milby         | 24 août 1876     | A.W. Vowell est nommé Gold Commissioner de Cassiar |
| Nanaimo         | David William Gordon           | 19 janvier 1877  | J. Bryden démissionne pour intérêt personnel       |
| Kootenay        | Robert Leslie Thomas Galbraith | 20 décembre 1877 | Décès de W.C. Milby le 26 octobre 1877             |